# Shickley, Nebraska
Shickley, Nebraska (енгл. Shickley) град је у америчкој савезној држави Небраска.

## Демографија
По попису из 2010. године број становника је 341, што је 35 (-9,3%) становника мање него 2000. године.
| Група             | 2000.       | 2010.       |
| Белци             | 367 (97,6%) | 335 (98,2%) |
| Афроамериканци    | 1 (0,3%)    | 1 (0,3%)    |
| Азијати           | 0 (0,0%)    | 0 (0,0%)    |
| Хиспаноамериканци | 6 (1,6%)    | 2 (0,6%)    |
| Укупно            | 376         | 341         |